# فرودگاه الرتا
فرودگاه الرتا (به انگلیسی: Alerta Airport) (به زبان بومی: Aeropuerto de Alerta) یک فرودگاه همگانی با کد یاتا ALD است که یک باند فرود آسفالت دارد و طول باند آن ۱۲۲۰ متر است. این فرودگاه در کشور پرو قرار دارد و در ارتفاع ۲۴۴ متری از سطح دریا واقع شده‌است.